# リエット

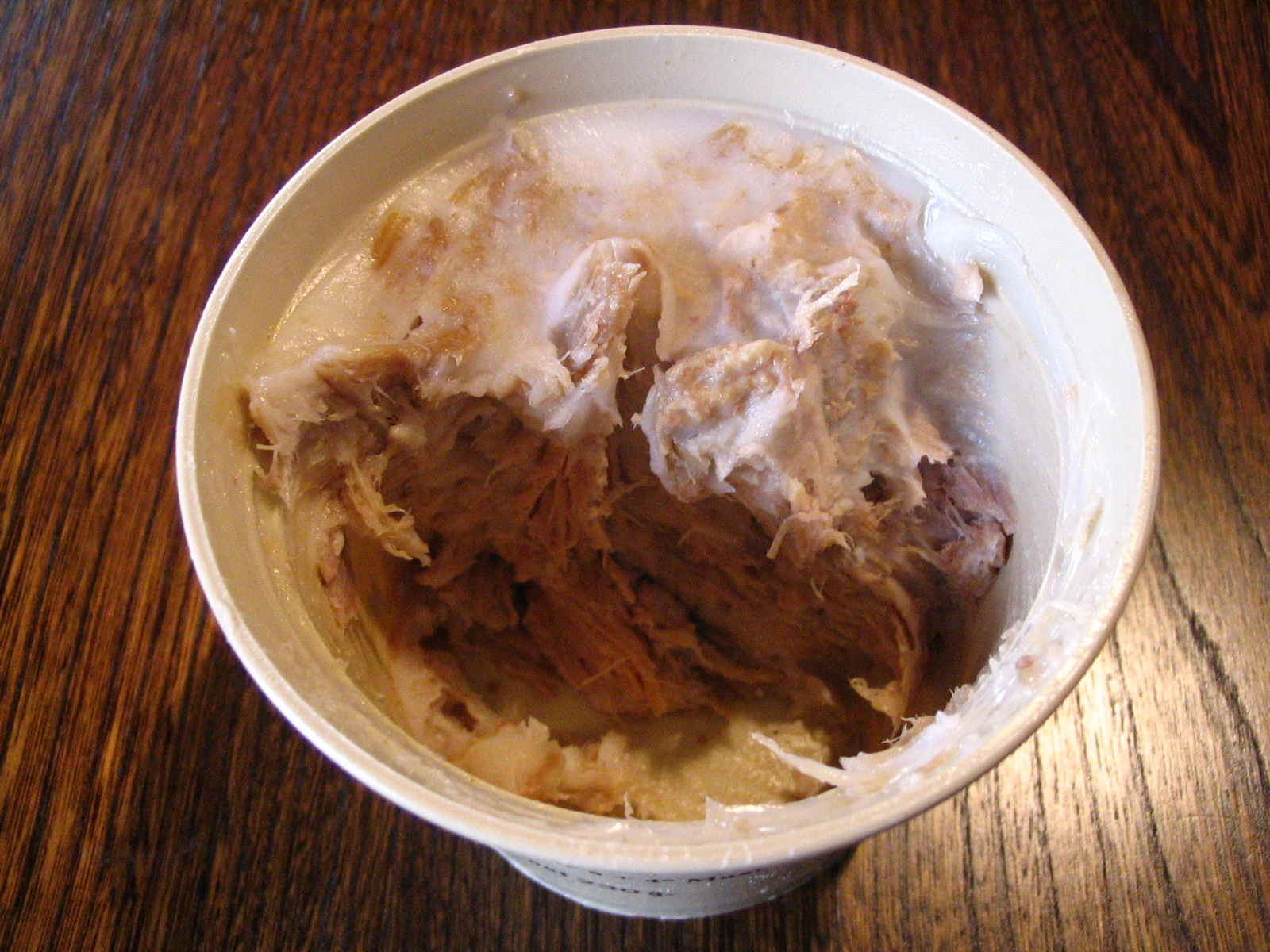
ル・マンのリエット

リエット(Rillettes)は、パテに似たフランスの肉料理である。豚のバラ肉や肩肉を角切りまたはみじん切りにし、強めに塩を振って、脂肪（ラード）の中で簡単にほぐれるまで弱火でゆっくりと加熱し、脂肪分がペースト状になるまで冷やす。通常は、室温に戻してパンやトーストに塗って食べる。壺等に入れて数ヶ月間は保存できる。
リエットは、豚肉の他に、ガチョウ、アヒル、鶏、野禽、ウサギの肉や、イワシ、マグロ、サケ等の魚が使われることもある。
サルト県のル・マン、トゥール (アンドル＝エ＝ロワール県)、アンジュー等がリエットの産地として有名である。
アンジューでは、リエットは皿の上にピラミッド型に盛られ、頂上に豚のしっぽを飾って客のもてなしに使われる。リエットの調理法は、野禽、ウサギ、魚等に応用されることもある。ただし魚のリエットは、豚肉のリエットのように脂の中で煮るのではなく、ペースト状にするために脂肪と混ぜて作られる。やわらかく滑らかな口当たりが上質なリエットの条件である。
キャセロールやフォンデュのように、リエットには多くの地域ごとの違いがある。一般的に、ほとんどのリエットは室温でトーストのスプレッドとして食べられる。トゥール北部やアンジューの豚肉のリエットは、調理の過程で作られる濃厚な味と銅色で知られる。これらのリエットは「ブラウンジャム」と呼ばれることもある。隣接するサルト県のリエットは、より素朴な味わいで、肉の塊は大きく、色は薄い。
カナダのケベック州には、クレトンと呼ばれるリエットと似た料理がある。